# Hypothalassia acerba
Hypothalassia acerba is een krabbensoort uit de familie van de Hypothalassiidae. De wetenschappelijke naam van de soort is voor het eerst geldig gepubliceerd in 2000 door Koh & Ng.